# 第24屆傳藝金曲獎
第24屆金曲獎由中華民國文化部影視及流行音樂產業局主辦。傳統暨藝術音樂類有133張專輯、1,595件作品報名。評審作業自2013年2月起，為期四個多月，入圍名單於5月7日公布。
本屆金曲獎於2013年6月8日在國父紀念館舉行傳統暨藝術音樂類頒獎典禮。典禮由郭子乾、郎祖筠擔任主持，由民視無線台轉播，是自2007年「傳統暨藝術音樂類」與「流行音樂類」分開頒獎以來第二次由不同電視台轉播。

## 入圍暨得獎名單
| 以表示得獎者 |

### 特別貢獻獎
- 本屆從缺。

特別貢獻獎係獎勵從事有聲出版相關行業有特殊貢獻及成就之團體或個人，本屆推薦人選因未符合上述標準，故本年度該獎項從缺。

## 頒獎典禮
2013年6月8日在台北國父紀念館舉行，由民視無線台、民視HD台轉播。

### 頒獎嘉賓
- 最佳專輯包裝獎：蕭青陽、王宏恩
- 最佳兒童音樂專輯獎、最佳宗教音樂專輯獎：趙婷、蘇慶俊
- 評審團獎：施德玉
- 最佳民族音樂專輯獎、最佳傳統歌樂專輯獎：荒山亮、王心心
- 最佳作詞人獎、最佳作曲人獎：向陽、龍應台
- 最佳演奏獎、最佳古典音樂專輯獎：彭廣林、歐陽伶宜
- 最佳戲曲曲藝專輯獎、最佳傳統音樂詮釋獎：魏海敏、李寶春
- 最佳演唱獎、最佳跨界音樂專輯獎：梁文音、馬修·連恩
- 最佳編曲人獎、最佳專輯製作人獎：夏川里美、李和莆

### 表演節目
- 霹靂歌王﹣荒山亮 &丰樂團霹靂布袋戲Coser
- 跨界樂團﹣絲竹空爵士樂團 & 廣藝愛樂管弦樂團
- 京劇天后﹣魏海敏&絲竹空爵士樂團 & 廣藝愛樂管弦樂團
- 原民美聲﹣王宏恩&梁文音&阿穆依穌路&新北市三峽國中峽鼓原舞社
- 海潮饗宴﹣馬修·連恩&夏川里美&台北市敦化國小合唱團

## 外部連結
- 第24屆金曲獎傳統暨藝術音樂類入圍名單 （页面存档备份，存于），文化部影視及流行音樂產業局
- 第24屆金曲獎傳統暨藝術音樂類得獎名單 （页面存档备份，存于），文化部影視及流行音樂產業局